# Музей рідкісної книги імені Г. П. Васильківського
Музей рідкісної книги імені Г. П. Васильківського — цінне музейне зібрання рідкісних книг і рукописів у місті Ніжині Чернігівської області, що діє на базі бібліотеки Ніжинського державного університету імені Миколи Гоголя. Це єдиний Музей книги у регіоні, що на високопрофесійному рівні комплектує колекції унікальних старовинних видань XVI — початку XX століть, здйснює роботу з їх дослідження, збереження та реставрації.

## Загальні дані
Музей рідкісної книги міститься на другому поверсі старовинної будівлі колишнього купецького зібрання, де зараз розташувалася фундаментальна бібліотека Ніжинського державного університету імені Миколи Гоголя, й знаходиться у центрі Ніжина за адресою:
вул. Гоголя, буд. 4 (Бібліотека Ніжинського державного університету імені Миколи Гоголя, Музей рідкісної книги), м. Ніжин (Чернігівська область, Україна).
Музейний заклад працює щодня, крім суботи та неділі, з 8.30 до 17.00.
Сайт музею: http://nigin-museum.do.am/ [Архівовано 15 квітня 2011 у Wayback Machine.]. Цей ресурс створено в рамках програми «Музейний сайт» часопису «Музеї України».

## З історії книгозбирання й музею в Ніжині
Початок формування книжкових зібрань Ніжинського університету сягає першої чверті XIX століття і тісно пов'язаний з іменами засновників Ніжинської Гімназії Вищих Наук братів Олександра та Іллі Безбородьків. З нагоди відкриття в Ніжині у 1820 році навчального закладу, нащадок родини Безбородьків, відомий меценат та його почесний попечитель граф О. Г. Кушелєв-Безбородько подарував Гімназії перші 2 500 томів книг російської та європейської літератури XVIII — початку XIX століть з родинної бібліотеки.
Згодом фонди поповнювали нові надходження від різноманітних благодійників, спеціальна література, навчальні посібники, передплатні та періодичні видання. У 1875 році, після реорганізації Гімназії у Ніжинський історико-філологічний інститут, бібліотека придбала цінні книжкові зібрання професорів Московського університету С. П. Шевирьова (1806—1864), Лейпцизького — Ф.-В. Річля (1806—1876), директора Санкт-Петербурзького історико-філологічного інституту І. Б. Штейнмана (1819—1872), колекцію унікальних стародоруків XVII-XVIII століть Н. М. Михайловського. Також її склад поповнили дублетні примірники польських стародруків з колекції «Polonica» бібліотеки Варшавського університету та рідкісні палеотипи та стародруки XVI—XVIII століть з Ніжинського Грецького Олександрівського училища.
Згодом бібліотеку поповнювали цінні приватні зібрання директорів Ліцею В. Кукольника, І. Орлая та Х. А. Екеблада, академіків В. І. Рєзанова та К. Харламповича, професорів І. Г. Турцевича, М. Н. Бережкова, К. Ф. Радченка, протоієрея о. Андрія Хойнацького та інших.
Формувався унікальний рукописний фонд бібліотеки, де зберігалися унікальні кодекси XI—XIX століть, у тому числі грецьке рукописне Євангеліє Х—ХІ століть на пергаменті, фрагменти рукописної грузинської Біблії XI—XIII століть, західно- та південнослов'янські рукописи та грамоти венеціанських дожів XIV—XVI століть, українські та російські рукописні книги XVI—XIX століть, окремі редакції козацьких літописів та «Ніжинський літопис» XVII—XVIII століть, автографи творів та листи письменника М. В. Гоголя тощо.
Однак, ці унікальні рукописи та інші стародруки впродовж 1930—1950-х років вилучалися з Ніжина, і на тепер перебувають у фондах Інституту Рукопису Національної Бібліотеки України імені В. Вернадського, бібліотеки Київського Національного Університету імені Т. Шевченка та інших наукових центрів України.
Власне сучасний ніжинський Музей рідкісної книги був створений у 1985 році з ініціативи тодішнього ректора Ніжинського державного педінституту Федора Степановича Арвата та директора бібліотеки Наталії Олександрівні Ленченко на базі унікальних книжкових зібрань університетської бібліотеки.
Від 1986 року музей має ім'я одного з учасників його створення професора Григорія Петровича Васильківського (1905—1986).
Дарують Музею свої книги і наші сучасники-митці. За останній час колекція книжок з автографами авторів поповнилася численними творами відомих науковців і письменників, зокрема і наших земляків-ніжинців — поетів Ігоря Качуровського (лауреата Шевченківської премії), колишнього студента ніжинського вишу Леоніда Горлача, який презентував до бібліотеки alma mater свої видання.
У теперішній час екскурсійне обслуговування та індивідуальне відвідування Музею потрібно замовляти заздалегідь письмовою заявкою на ім'я ректора університету.
Музей рідкісної книги Ніжинського державного університету імені Миколи Гоголя щорічно відвідують сотні гостей, в тому числі — політики і науковці, учасники міжнародних наукових конференцій та іноземні делегації. Традиційними для Музею стали презентації раритетних видань вітчизняних авторів, відвідання закладу студентами-першокурсниками та надання консультацій науковцям та викладачам не тільки з України, але й з-за кордону, студентам університету та учням шкіл міста при написанні ними творчих робіт. У постійних планах роботи Музею — оновлення музейного обладнання, проведення науково-пошукової роботи з метою вивчення фондів бібліотеки, складання анотованих наукових описів та каталогів стародруків із зібрання Ніжинського університету, реставрація тих книжкових шедеврів, що не винесли випробування часом, перетворення Музею в активно діючий науково-дослідницький центр.

## Фонди й експозиція
У 2 невеликих залах ніжинського Музею рідкісної книги імені Г. П. Васильківського представлено понад 11 800 експонатів.
Гордістю бібліотеки є унікальні колекції європейських палеотипів (видань першої половини XVI ст.), зразки видавничої продукції видатних європейських друкарських фірм — Альдіїв, Фробенів, Ельзевірів, Ет'єнів та ін. Тут можна побачити рідкісні примірники видань творів давньогрецького філософа Платона (Венеція, 1513, 1517), «Іліаду» та «Одіссею» Гомера (1544, 1743), «Енеїду» Вергілія (1567), класичні видання XVI—XVIII століть творів європейських мислителів Нікколо Макіавеллі, Еразма Роттердамського, Томаса Гоббса, Френсіса Бекона, Рене Декарта, Готфрида Лейбниця та інших. Широко представлені слов'янські кириличні стародруки, зокрема книги Кирила-Транквіліона Ставровецького, митрополита Петра Могили, архієпископа Лазаря Барановича, духовних письменників Антонія Радивіловського, Симеона Полоцького, Іоанна Максимовича, Димитрія Туптала-Ростовського, навчальна література XVII—XVIII століть, прижиттєві видання наукових праць російського науковця Михайла Ломоносова, російського поета Олександра Пушкіна тощо.
У музеї постійно діє виставка, присвячена життю та творчості українського філософа, барокового поета, вченого-педагога та релігійно-духовного діяча митрополита Стефана Яворського (1658—1722), дитячі роки якого пов'язані з Ніжином.
Серед експонатів Музею є й книга-рекордсмен — запрестольне Євангеліє 1689 року з Ніжинського Благовіщенського монастиря, подарунок рідного брата С. Яворського — Федора. Це — величезного розміру фоліант, що важить майже 18 кілограмів, деякі сторінки цього унікального видання від руки розфарбовані кольоровими фарбами, заголовки — визолочені.
Широко представлені в експозиції видання з історії книги, літописання та книгодрукування в Україні (перші видання «Повісті временних літ», «Руської правди», «Слова о полку Ігоревім», репринтні відтворення «Остромирова Євангелія» 1056—1057 років та «Ізборника» князя Святослава 1073 року), перші видання козацьких літописів («Самовидця», С. Величка, Г. Грабянки, «Діаріуш» М. Ханенка), праці з української історії та історіографії («Історія Русів», «Історія Малої Росії» Д. Бантиш-Каменського, 5-томна «Історія Малоросії» М. Маркевича, праці та історичні монографії О. Бодянського, М. Костомарова, Д. Мордовцева, Д. Яворницького, О. Лазаревського, академіка К. Харламповича). Окремий розділ присвячений науковій спадщині видатного українського історика та громадського діяча академіка М. С. Грушевського, де представлені прижиттєві видання класичних праць відомого вченого: десятитомна «Історія України-Руси», «Нарис історії Київської землі», «Історія української літератури», «Ілюстрована історія України».
Цінними музейними експонатами є книги — дарунки авторів та видавців. Так, бібліотека Ніжинського університету є одним з нечисленних власників повного комплекту видання книги «Подорож навколо світу» відомого мореплавця та земляка-ніжинця Юрія Лисянського — у 1827 році славетний мандрівник особисто подарував цей комплект бібліотеці Ліцею. Зберігаються в книгозбірні також книги, подаровані російським придворним поетом Г. Державіним та історіографом М. Карамзіним, директором Ніжинського Ліцею І. Орлаєм, відомими грецькими меценатами та просвітителями братами Миколою та Анастасієм Зосимами, випускниками Ліцею: художником А. Мокрицьким, поетом та перекладачем М. Гербелем, військовим інженером-мостобудівником Д. Журавським, письменником та першим перекладачем Євангелія українською мовою П. Морачевським, професором Московського університету вченим-правознавцем П. Рєдкіним.
Окремі тематичні розділи присвячені французькій літературі доби просвітництва XVIII століття — прижиттєві видання книг Мольєра, Бомарше, Вольтера, Монтеск'є, Гельвеція, славнозвісний 30-томний енциклопедичний словник Даламбера та Дідро 1751 року.
Українська художня література та публіцистика представлена в музеї раритетними виданнями творів Г. Сковороди, І. Котляревського, Г. Квітки-Основ'яненка, П. Куліша, М. Драгоманова, І. Нечуй-Левицького, О. Кониського, М. Вовчка, Лесі Українки, І. Франка. Почесне місце в експозиції займає творчість видатного ніжинського «студента» — письменника Миколи Васильовича Гоголя, також заслуговує на увагу підбірка творів Тараса Григоровича Шевченка, зокрема три видання «Кобзаря» великого українського поета: петербурзьке 1867, празьке 1876 та київське 1918 року. Окрема вітрина присвячена рідкісним виданням часів українських національно-визвольних змагань та Української Народної Республіки 1918—20 років.
Найпопулярнішими розділами музейної експозиції є краєзнавчі, де представлена література з історії Ніжина та Чернігівщини. Зокрема, великим попитом у науковців та студентів користуються топографічні та статистичні описи Чернігівщини та її старожитностей О. Шафонського, архієпископа Філарета (Гумілевського), археолога Д. Самоквасова, українського історика О. Лазаревського, географів-статистиків О. Русова та М. Домонтовича, генеалогічні та геральдичні дослідження Г. Мілорадовича та В. Модзалевського, матеріали з історії Ніжина та Ніжинщини, місцевого самоврядування та освіти XVII—XIX століть тощо.

## Цікавий факт
Ніжинський Музей рідкісної книги імені Г. П. Васильківського подеколи називають «Музеєм двох Президентів», оскільки у книзі почесних відвідувачів залишили свої автографи два Президенти — України Віктор Ющенко та Греції Каролос Папуліас, які відвідали музейний заклад відповідно 2002 та 2008 року.